# Buddhavaṃsa
Buddhavaṃsa (hay Kinh Phật chủng tính, Phật sử) là một bộ kinh điển Phật giáo mô tả về cuộc đời Phật Gautama và 24 vị Phật toàn giác trong quá khứ đã tiên đoán về sự giác ngộ của Phật Gautama. Đây là cuốn thứ mười bốn của Tiểu Bộ kinh (Khuddaka Nikāya), là cuốn thứ năm cũng là cuốn cuối cùng của Kinh tạng (Sutta Piṭaka). Kinh tạng là một trong ba pitakas (bộ phận chính) tạo thành Tam tạng (Tripiṭaka), hay Kinh điển Pali của Thượng tọa bộ (Theravāda).
Cùng với Apadāna (Thánh nhân ký sự) và Cariyāpiṭaka (Sở hạnh tạng / Hạnh tạng), Buddhavaṃsa được hầu hết các học giả cho là đã được viết vào thế kỷ thứ 1 và thứ 2 trước Công nguyên, và do đó là phần bổ sung muộn cho Kinh điển Pāli.

## Tóm tắt
Chương đầu tiên kể về việc Phật Gautama, để thể hiện thần thông của mình, đã tạo ra một con đường nạm ngọc trên bầu trời. Khi nhìn thấy điều này, Sāriputta đã hỏi Đức Phật:
"Hỡi bậc đại anh hùng, vô thượng trong loài người, quyết tâm của ngài là gì? Hỡi bậc trí tuệ, vào lúc nào, ngài đã khao khát đạt được giác ngộ tối thượng? ... Hỡi bậc trí tuệ, người dẫn dắt thế giới, mười sự toàn hảo của ngài là gì? Làm thế nào để đạt tới sự toàn hảo cao hơn, những sự toàn hảo tối thượng?"
Để đáp lại, Đức Phật đã truyền lại phần còn lại của Buddhavaṃsa.
Trong chương thứ hai, Phật Gautama đã kể về một tiền kiếp trong quá khứ xa xôi, có một cư sĩ tên là Sumedha, đã được Phật Dīpankara thọ ký rằng "Trong thời đại tiếp theo, ông sẽ trở thành một vị Phật có tên là Gautama.", và nói với ông về mười điều toàn hảo mà ông cần phải thực hành.
Các chương 3 đến 26 là những câu chuyện về 24 vị Phật trong lịch sử đã đạt được Phật quả trong khoảng thời gian giữa Dīpankara và Gautama, và những hành động công đức mà Gautama đã thực hiện với họ trong các kiếp trước.
Chương 27 kể về cuộc đời của Phật Gautama.
Chương 28 đề cập đến ba vị Phật trước Dīpankara, và vị Phật tương lai Maitreya.
Chương 29 kể về việc phân phối xá lợi của Phật Gautama sau khi ngài nhập diệt.